# Temelucha decorata
Temelucha decorata là một loài tò vò trong họ Ichneumonidae.